# Pilea cataractae
Pilea cataractae är en nässelväxtart som beskrevs av W. Marais. Pilea cataractae ingår i släktet pileor, och familjen nässelväxter. Inga underarter finns listade i Catalogue of Life.